# Bembidion rapidum
Bembidion rapidum är en skalbaggsart som beskrevs av Leconte 1848. Bembidion rapidum ingår i släktet Bembidion och familjen jordlöpare. Inga underarter finns listade i Catalogue of Life.

## Bildgalleri

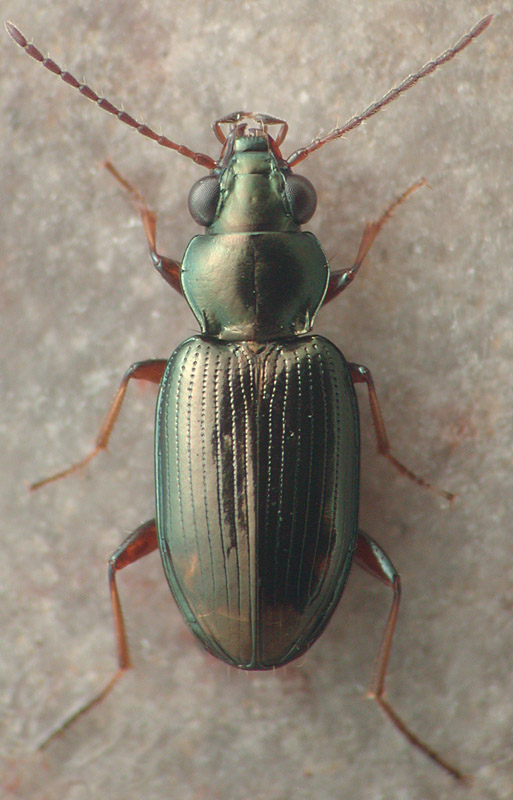